# يوهانا كينكل
يوهانا كينكل (بالألمانية: Johanna Kinkel)‏ (و. 1810 – 1858 م) هي ملحنة، وصاحبة صالون أدبي، ومؤلفة، وكاتبة سير ذاتية، وثورية، ومعلمة موسيقى، وكاتِبة، وعازفة بيانو ألمانية، ولدت في بون، تستخدم آلات بيانو، توفيت في لندن، عن عمر يناهز 48 عاماً.

## روابط خارجية
- جوانا كينكل على موقع ميوزك برينز (الإنجليزية)
- جوانا كينكل على موقع ديسكوغز (الإنجليزية)